# Zelotes kuncinyanus
Zelotes kuncinyanus är en spindelart som beskrevs av FitzPatrick 2007. Zelotes kuncinyanus ingår i släktet Zelotes och familjen plattbuksspindlar. Inga underarter finns listade i Catalogue of Life.